# 1602
Portal Geschichte | Portal Biografien | Aktuelle Ereignisse | Jahreskalender | Tagesartikel

◄ |
16. Jahrhundert |
17. Jahrhundert
| 18. Jahrhundert | ►

◄ |
1570er |
1580er |
1590er |
1600er
| 1610er | 1620er | 1630er | ►

◄◄ |
◄ |
1598 |
1599 |
1600 |
1601 |
1602
| 1603 | 1604 | 1605 | 1606 | ► | ►►
Staatsoberhäupter  · Nekrolog  · Literaturjahr · Musikjahr
| Januar | Januar | Januar | Januar | Januar | Januar | Januar | Januar |
| Kw     | Mo     | Di     | Mi     | Do     | Fr     | Sa     | So     |
| ------ | ------ | ------ | ------ | ------ | ------ | ------ | ------ |
| 1      |        | 1      | 2      | 3      | 4      | 5      | 6      |
| 2      | 7      | 8      | 9      | 10     | 11     | 12     | 13     |
| 3      | 14     | 15     | 16     | 17     | 18     | 19     | 20     |
| 4      | 21     | 22     | 23     | 24     | 25     | 26     | 27     |
| 5      | 28     | 29     | 30     | 31     |        |        |        |

| Februar | Februar | Februar | Februar | Februar | Februar | Februar | Februar |
| Kw      | Mo      | Di      | Mi      | Do      | Fr      | Sa      | So      |
| ------- | ------- | ------- | ------- | ------- | ------- | ------- | ------- |
| 5       |         |         |         |         | 1       | 2       | 3       |
| 6       | 4       | 5       | 6       | 7       | 8       | 9       | 10      |
| 7       | 11      | 12      | 13      | 14      | 15      | 16      | 17      |
| 8       | 18      | 19      | 20      | 21      | 22      | 23      | 24      |
| 9       | 25      | 26      | 27      | 28      |         |         |         |

| März | März | März | März | März | März | März | März |
| Kw   | Mo   | Di   | Mi   | Do   | Fr   | Sa   | So   |
| ---- | ---- | ---- | ---- | ---- | ---- | ---- | ---- |
| 9    |      |      |      |      | 1    | 2    | 3    |
| 10   | 4    | 5    | 6    | 7    | 8    | 9    | 10   |
| 11   | 11   | 12   | 13   | 14   | 15   | 16   | 17   |
| 12   | 18   | 19   | 20   | 21   | 22   | 23   | 24   |
| 13   | 25   | 26   | 27   | 28   | 29   | 30   | 31   |

| April | April | April | April | April | April | April | April |
| Kw    | Mo    | Di    | Mi    | Do    | Fr    | Sa    | So    |
| ----- | ----- | ----- | ----- | ----- | ----- | ----- | ----- |
| 14    | 1     | 2     | 3     | 4     | 5     | 6     | 7     |
| 15    | 8     | 9     | 10    | 11    | 12    | 13    | 14    |
| 16    | 15    | 16    | 17    | 18    | 19    | 20    | 21    |
| 17    | 22    | 23    | 24    | 25    | 26    | 27    | 28    |
| 18    | 29    | 30    |       |       |       |       |       |

| Mai | Mai | Mai | Mai | Mai | Mai | Mai | Mai |
| Kw  | Mo  | Di  | Mi  | Do  | Fr  | Sa  | So  |
| 18  |     |     | 1   | 2   | 3   | 4   | 5   |
| 19  | 6   | 7   | 8   | 9   | 10  | 11  | 12  |
| 20  | 13  | 14  | 15  | 16  | 17  | 18  | 19  |
| 21  | 20  | 21  | 22  | 23  | 24  | 25  | 26  |
| 22  | 27  | 28  | 29  | 30  | 31  |     |     |
| --- | --- | --- | --- | --- | --- | --- | --- |

| Juni | Juni | Juni | Juni | Juni | Juni | Juni | Juni |
| Kw   | Mo   | Di   | Mi   | Do   | Fr   | Sa   | So   |
| ---- | ---- | ---- | ---- | ---- | ---- | ---- | ---- |
| 22   |      |      |      |      |      | 1    | 2    |
| 23   | 3    | 4    | 5    | 6    | 7    | 8    | 9    |
| 24   | 10   | 11   | 12   | 13   | 14   | 15   | 16   |
| 25   | 17   | 18   | 19   | 20   | 21   | 22   | 23   |
| 26   | 24   | 25   | 26   | 27   | 28   | 29   | 30   |

| Juli | Juli | Juli | Juli | Juli | Juli | Juli | Juli |
| Kw   | Mo   | Di   | Mi   | Do   | Fr   | Sa   | So   |
| ---- | ---- | ---- | ---- | ---- | ---- | ---- | ---- |
| 27   | 1    | 2    | 3    | 4    | 5    | 6    | 7    |
| 28   | 8    | 9    | 10   | 11   | 12   | 13   | 14   |
| 29   | 15   | 16   | 17   | 18   | 19   | 20   | 21   |
| 30   | 22   | 23   | 24   | 25   | 26   | 27   | 28   |
| 31   | 29   | 30   | 31   |      |      |      |      |

| August | August | August | August | August | August | August | August |
| Kw     | Mo     | Di     | Mi     | Do     | Fr     | Sa     | So     |
| ------ | ------ | ------ | ------ | ------ | ------ | ------ | ------ |
| 31     |        |        |        | 1      | 2      | 3      | 4      |
| 32     | 5      | 6      | 7      | 8      | 9      | 10     | 11     |
| 33     | 12     | 13     | 14     | 15     | 16     | 17     | 18     |
| 34     | 19     | 20     | 21     | 22     | 23     | 24     | 25     |
| 35     | 26     | 27     | 28     | 29     | 30     | 31     |        |

| September | September | September | September | September | September | September | September |
| Kw        | Mo        | Di        | Mi        | Do        | Fr        | Sa        | So        |
| --------- | --------- | --------- | --------- | --------- | --------- | --------- | --------- |
| 35        |           |           |           |           |           |           | 1         |
| 36        | 2         | 3         | 4         | 5         | 6         | 7         | 8         |
| 37        | 9         | 10        | 11        | 12        | 13        | 14        | 15        |
| 38        | 16        | 17        | 18        | 19        | 20        | 21        | 22        |
| 39        | 23        | 24        | 25        | 26        | 27        | 28        | 29        |
| 40        | 30        |           |           |           |           |           |           |

| Oktober | Oktober | Oktober | Oktober | Oktober | Oktober | Oktober | Oktober |
| Kw      | Mo      | Di      | Mi      | Do      | Fr      | Sa      | So      |
| ------- | ------- | ------- | ------- | ------- | ------- | ------- | ------- |
| 40      |         | 1       | 2       | 3       | 4       | 5       | 6       |
| 41      | 7       | 8       | 9       | 10      | 11      | 12      | 13      |
| 42      | 14      | 15      | 16      | 17      | 18      | 19      | 20      |
| 43      | 21      | 22      | 23      | 24      | 25      | 26      | 27      |
| 44      | 28      | 29      | 30      | 31      |         |         |         |

| November | November | November | November | November | November | November | November |
| Kw       | Mo       | Di       | Mi       | Do       | Fr       | Sa       | So       |
| -------- | -------- | -------- | -------- | -------- | -------- | -------- | -------- |
| 44       |          |          |          |          | 1        | 2        | 3        |
| 45       | 4        | 5        | 6        | 7        | 8        | 9        | 10       |
| 46       | 11       | 12       | 13       | 14       | 15       | 16       | 17       |
| 47       | 18       | 19       | 20       | 21       | 22       | 23       | 24       |
| 48       | 25       | 26       | 27       | 28       | 29       | 30       |          |

| Dezember | Dezember | Dezember | Dezember | Dezember | Dezember | Dezember | Dezember |
| Kw       | Mo       | Di       | Mi       | Do       | Fr       | Sa       | So       |
| -------- | -------- | -------- | -------- | -------- | -------- | -------- | -------- |
| 48       |          |          |          |          |          |          | 1        |
| 49       | 2        | 3        | 4        | 5        | 6        | 7        | 8        |
| 50       | 9        | 10       | 11       | 12       | 13       | 14       | 15       |
| 51       | 16       | 17       | 18       | 19       | 20       | 21       | 22       |
| 52       | 23       | 24       | 25       | 26       | 27       | 28       | 29       |
| 1        | 30       | 31       |          |          |          |          |          |

| Januar | Januar | Januar | Januar | Januar | Januar | Januar | Januar |
| Kw     | Mo     | Di     | Mi     | Do     | Fr     | Sa     | So     |
| ------ | ------ | ------ | ------ | ------ | ------ | ------ | ------ |
| 1      |        | 1      | 2      | 3      | 4      | 5      | 6      |
| 2      | 7      | 8      | 9      | 10     | 11     | 12     | 13     |
| 3      | 14     | 15     | 16     | 17     | 18     | 19     | 20     |
| 4      | 21     | 22     | 23     | 24     | 25     | 26     | 27     |
| 5      | 28     | 29     | 30     | 31     |        |        |        |

| Februar | Februar | Februar | Februar | Februar | Februar | Februar | Februar |
| Kw      | Mo      | Di      | Mi      | Do      | Fr      | Sa      | So      |
| ------- | ------- | ------- | ------- | ------- | ------- | ------- | ------- |
| 5       |         |         |         |         | 1       | 2       | 3       |
| 6       | 4       | 5       | 6       | 7       | 8       | 9       | 10      |
| 7       | 11      | 12      | 13      | 14      | 15      | 16      | 17      |
| 8       | 18      | 19      | 20      | 21      | 22      | 23      | 24      |
| 9       | 25      | 26      | 27      | 28      |         |         |         |

| März | März | März | März | März | März | März | März |
| Kw   | Mo   | Di   | Mi   | Do   | Fr   | Sa   | So   |
| ---- | ---- | ---- | ---- | ---- | ---- | ---- | ---- |
| 9    |      |      |      |      | 1    | 2    | 3    |
| 10   | 4    | 5    | 6    | 7    | 8    | 9    | 10   |
| 11   | 11   | 12   | 13   | 14   | 15   | 16   | 17   |
| 12   | 18   | 19   | 20   | 21   | 22   | 23   | 24   |
| 13   | 25   | 26   | 27   | 28   | 29   | 30   | 31   |

| April | April | April | April | April | April | April | April |
| Kw    | Mo    | Di    | Mi    | Do    | Fr    | Sa    | So    |
| ----- | ----- | ----- | ----- | ----- | ----- | ----- | ----- |
| 14    | 1     | 2     | 3     | 4     | 5     | 6     | 7     |
| 15    | 8     | 9     | 10    | 11    | 12    | 13    | 14    |
| 16    | 15    | 16    | 17    | 18    | 19    | 20    | 21    |
| 17    | 22    | 23    | 24    | 25    | 26    | 27    | 28    |
| 18    | 29    | 30    |       |       |       |       |       |

| Mai | Mai | Mai | Mai | Mai | Mai | Mai | Mai |
| Kw  | Mo  | Di  | Mi  | Do  | Fr  | Sa  | So  |
| 18  |     |     | 1   | 2   | 3   | 4   | 5   |
| 19  | 6   | 7   | 8   | 9   | 10  | 11  | 12  |
| 20  | 13  | 14  | 15  | 16  | 17  | 18  | 19  |
| 21  | 20  | 21  | 22  | 23  | 24  | 25  | 26  |
| 22  | 27  | 28  | 29  | 30  | 31  |     |     |
| --- | --- | --- | --- | --- | --- | --- | --- |

| Juni | Juni | Juni | Juni | Juni | Juni | Juni | Juni |
| Kw   | Mo   | Di   | Mi   | Do   | Fr   | Sa   | So   |
| ---- | ---- | ---- | ---- | ---- | ---- | ---- | ---- |
| 22   |      |      |      |      |      | 1    | 2    |
| 23   | 3    | 4    | 5    | 6    | 7    | 8    | 9    |
| 24   | 10   | 11   | 12   | 13   | 14   | 15   | 16   |
| 25   | 17   | 18   | 19   | 20   | 21   | 22   | 23   |
| 26   | 24   | 25   | 26   | 27   | 28   | 29   | 30   |

| Juli | Juli | Juli | Juli | Juli | Juli | Juli | Juli |
| Kw   | Mo   | Di   | Mi   | Do   | Fr   | Sa   | So   |
| ---- | ---- | ---- | ---- | ---- | ---- | ---- | ---- |
| 27   | 1    | 2    | 3    | 4    | 5    | 6    | 7    |
| 28   | 8    | 9    | 10   | 11   | 12   | 13   | 14   |
| 29   | 15   | 16   | 17   | 18   | 19   | 20   | 21   |
| 30   | 22   | 23   | 24   | 25   | 26   | 27   | 28   |
| 31   | 29   | 30   | 31   |      |      |      |      |

| August | August | August | August | August | August | August | August |
| Kw     | Mo     | Di     | Mi     | Do     | Fr     | Sa     | So     |
| ------ | ------ | ------ | ------ | ------ | ------ | ------ | ------ |
| 31     |        |        |        | 1      | 2      | 3      | 4      |
| 32     | 5      | 6      | 7      | 8      | 9      | 10     | 11     |
| 33     | 12     | 13     | 14     | 15     | 16     | 17     | 18     |
| 34     | 19     | 20     | 21     | 22     | 23     | 24     | 25     |
| 35     | 26     | 27     | 28     | 29     | 30     | 31     |        |

| September | September | September | September | September | September | September | September |
| Kw        | Mo        | Di        | Mi        | Do        | Fr        | Sa        | So        |
| --------- | --------- | --------- | --------- | --------- | --------- | --------- | --------- |
| 35        |           |           |           |           |           |           | 1         |
| 36        | 2         | 3         | 4         | 5         | 6         | 7         | 8         |
| 37        | 9         | 10        | 11        | 12        | 13        | 14        | 15        |
| 38        | 16        | 17        | 18        | 19        | 20        | 21        | 22        |
| 39        | 23        | 24        | 25        | 26        | 27        | 28        | 29        |
| 40        | 30        |           |           |           |           |           |           |

| Oktober | Oktober | Oktober | Oktober | Oktober | Oktober | Oktober | Oktober |
| Kw      | Mo      | Di      | Mi      | Do      | Fr      | Sa      | So      |
| ------- | ------- | ------- | ------- | ------- | ------- | ------- | ------- |
| 40      |         | 1       | 2       | 3       | 4       | 5       | 6       |
| 41      | 7       | 8       | 9       | 10      | 11      | 12      | 13      |
| 42      | 14      | 15      | 16      | 17      | 18      | 19      | 20      |
| 43      | 21      | 22      | 23      | 24      | 25      | 26      | 27      |
| 44      | 28      | 29      | 30      | 31      |         |         |         |

| November | November | November | November | November | November | November | November |
| Kw       | Mo       | Di       | Mi       | Do       | Fr       | Sa       | So       |
| -------- | -------- | -------- | -------- | -------- | -------- | -------- | -------- |
| 44       |          |          |          |          | 1        | 2        | 3        |
| 45       | 4        | 5        | 6        | 7        | 8        | 9        | 10       |
| 46       | 11       | 12       | 13       | 14       | 15       | 16       | 17       |
| 47       | 18       | 19       | 20       | 21       | 22       | 23       | 24       |
| 48       | 25       | 26       | 27       | 28       | 29       | 30       |          |

| Dezember | Dezember | Dezember | Dezember | Dezember | Dezember | Dezember | Dezember |
| Kw       | Mo       | Di       | Mi       | Do       | Fr       | Sa       | So       |
| -------- | -------- | -------- | -------- | -------- | -------- | -------- | -------- |
| 48       |          |          |          |          |          |          | 1        |
| 49       | 2        | 3        | 4        | 5        | 6        | 7        | 8        |
| 50       | 9        | 10       | 11       | 12       | 13       | 14       | 15       |
| 51       | 16       | 17       | 18       | 19       | 20       | 21       | 22       |
| 52       | 23       | 24       | 25       | 26       | 27       | 28       | 29       |
| 1        | 30       | 31       |          |          |          |          |          |

## Ereignisse

### Politik und Weltgeschehen

#### Neunjähriger Krieg
- 3. Januar: Die Belagerung von Kinsale im Neunjährigen Krieg endet mit dem entscheidenden Sieg der angreifenden Engländer. Die von spanischen Hilfstruppen unterstützten Iren müssen die Stadt nach dreimonatiger Belagerung übergeben.
- 5. Juni – 18. Juni: Die Belagerung von Dunboy Castle in der Grafschaft Cork in Irland endet mit dem Sieg der englischen Truppen. Der Neunjährige Krieg ist für die irischen Rebellen damit praktisch verloren. Sie gehen zu Guerillakämpfen über.

#### Achtzigjähriger Krieg
- 7./8. Januar: Ein Sturmangriff der Spanier bei der Belagerung von Ostende im Achtzigjährigen Krieg scheitert.
- Moritz von Oranien erobert im Achtzigjährigen Krieg die Stadt Grave, die damit Teil der Niederlande wird.

#### Weitere Ereignisse in Europa

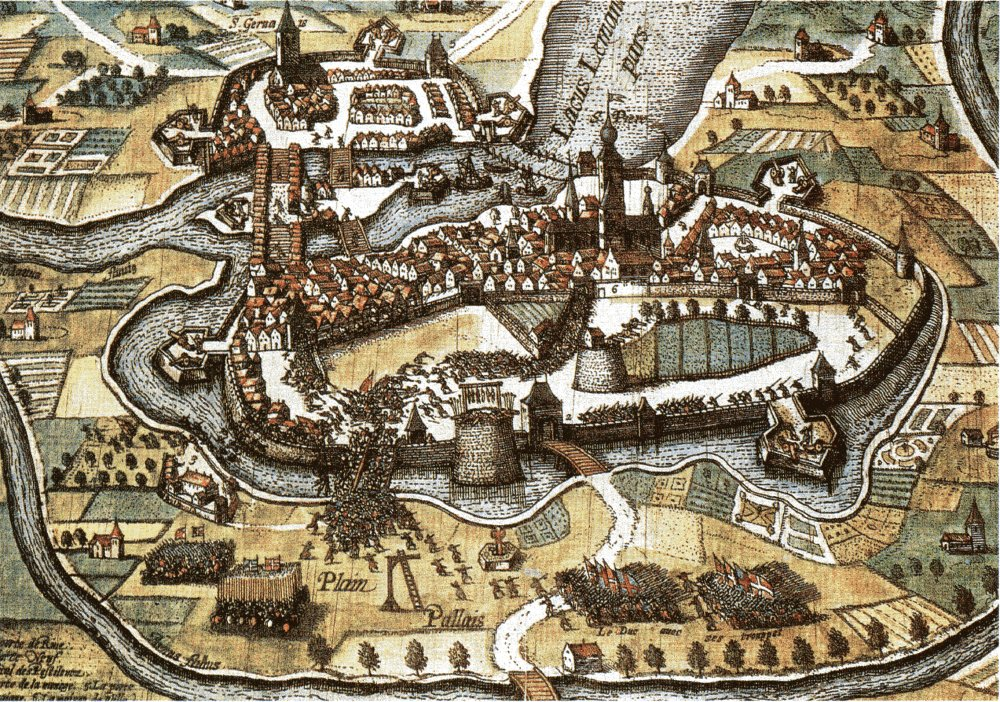
Darstellung der Escalade

- 21./22. Dezember: In der Escalade de Genève verteidigt sich die Stadt Genf erfolgreich gegen einen nächtlichen Angriff einer Söldnertruppe von Herzog Karl Emanuel I. von Savoyen.

#### Amerika
- Der englische Kapitän Bartholomew Gosnold betritt als erster Europäer die Insel Nantucket, die von etwa 3000 Mitgliedern des Stammes der Wampanoag bewohnt ist.

### Wirtschaft
- 20. März: Gründung der Niederländischen Ostindien-Kompanie V. O. C.
- Unter der Führung von Kapitän James Lancaster landen am 5. Juni fünf mit 72.000 Pfund Sterling ausgestattete Schiffe bei Aceh auf Sumatra. Der erste Schritt zur Bildung der englischen Ostindischen Gesellschaft.
- Die Enzianbrennerei Grassl in Berchtesgaden wird gegründet.

### Wissenschaft und Technik

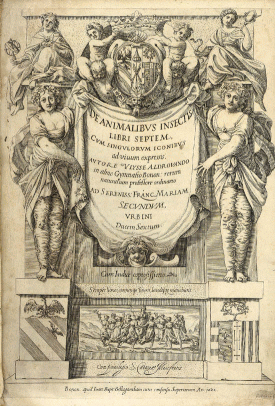
De animalibus insectis

Der italienische Arzt und Naturforscher Ulisse Aldrovandi gibt das zoologische Werk De animalibus insectis libri septem heraus.
Der jesuitische Missionar Matteo Ricci veröffentlicht in China die Weltkarte Kunyu Wanguo Quantu, die europäisches mit chinesischem geografischen Wissen kombiniert und war für wachsende chinesische Verständnis über die Welt von wesentlicher Bedeutung.

### Kultur

#### Bildende Kunst
- Der italienische Barockmaler Caravaggio vollendet das Ölgemälde Amor als Sieger. Der lateinische Titel Amor vincit omnia geht auf eine Ekloge des Vergil zurück.

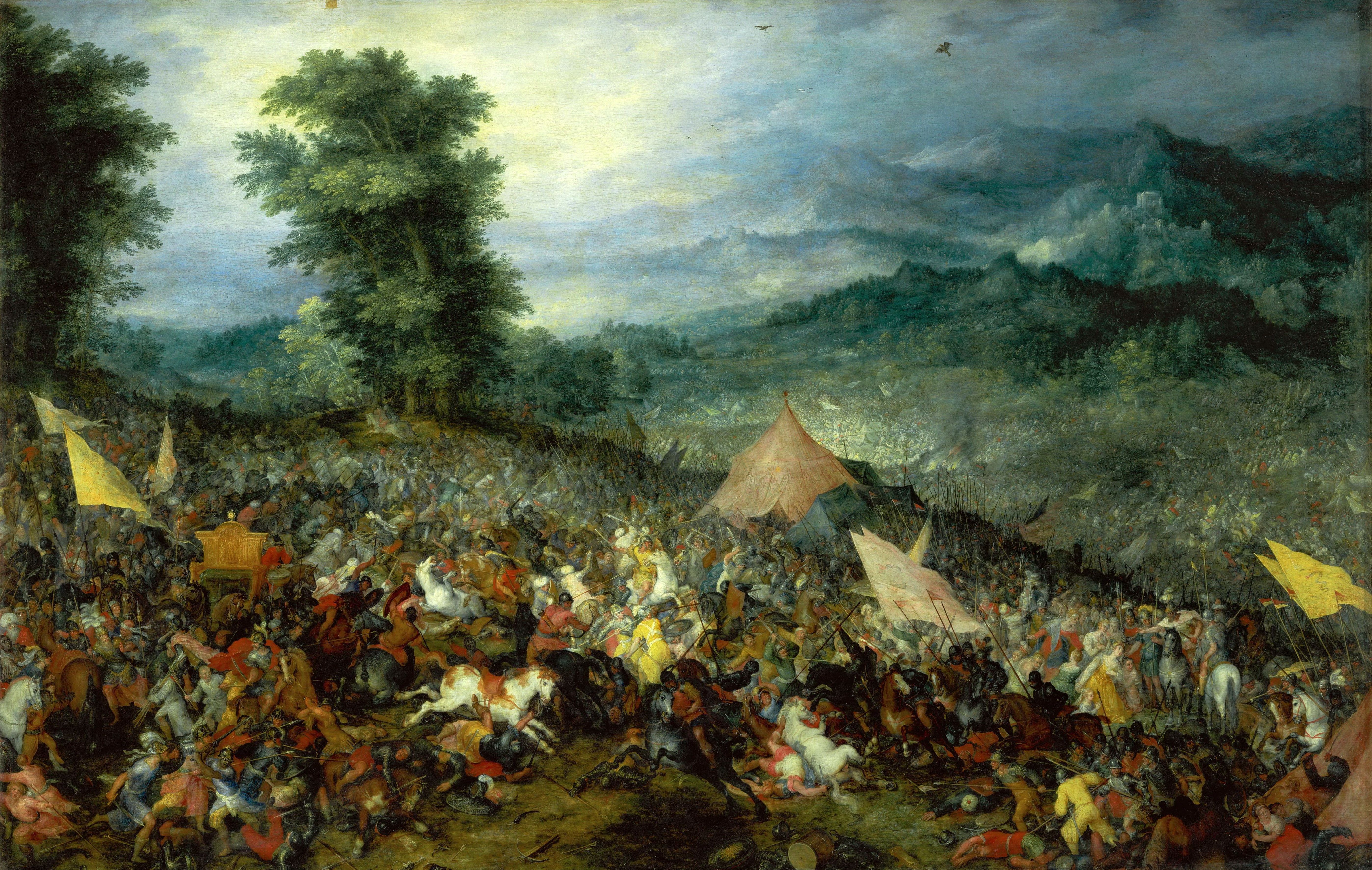
Schlacht bei Issos

- Der flämische Maler Jan Brueghel der Ältere schafft das Ölgemälde Schlacht bei Issos.
- Im dänischen Seeland beginnt man mit dem bis 1623 andauernden Bau des Schlosses Frederiksburg.

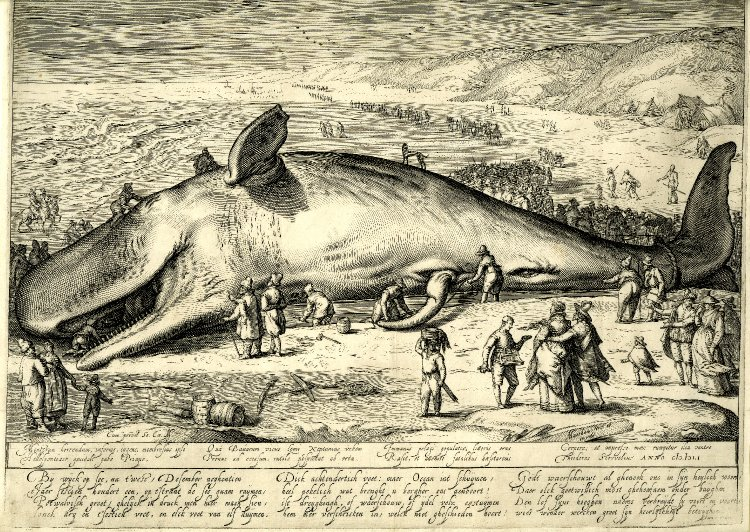
Gestrandeter Wal, Kupferstich von Jakob Matham 1602

#### Musik und Theater
- 5. Dezember: Die Uraufführung der Oper Eurydike von Giulio Caccini findet im Palazzo Pitti in Florenz statt.
- Generalbass: Der Barockkomponist Lodovico Grossi da Viadana veröffentlicht mit seinen in dieser Hinsicht revolutionären 100 Concerti ecclesiastici die ersten nachgewiesenen Solokompositionen in der Geschichte der Kirchenmusik, die ihre Harmonie nicht aus dem Miteinander verschiedener, kontrapunktisch gearbeiteter Solostimmen gewinnen, sondern vielmehr durch ein Tasten- oder auch Zupfinstrument gestützt werden.
- Cornelius Becker veröffentlicht den Psalter Dauids Gesangweis.

### Gesellschaft
In der zweiten Auflage seiner Schrift Von Zauberey vnd Zauberern Gründlicher Bericht gegen Hexenverfolgung und Folter verwendet der Pfälzer Pfarrer Anton Praetorius erstmals seinen Namen. 1598 hat er die erste Auflage noch unter einem Pseudonym veröffentlicht.

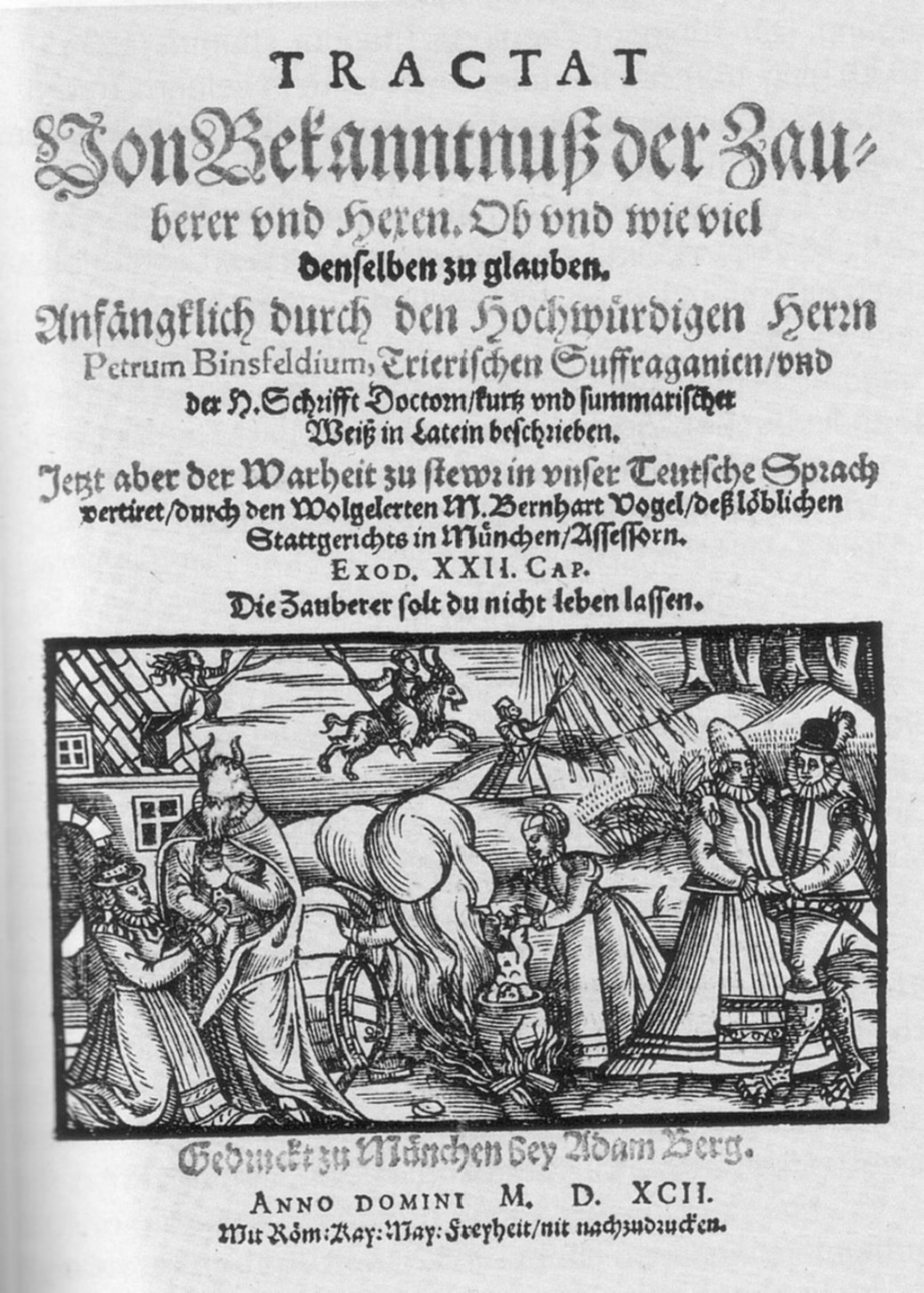
Peter Binsfeld: Tractat von der Bekanntnuß der Zauberer und Hexen, München 1602

Zur gleichen Zeit gibt der Verleger Adam Berg in München eine Neuauflage des erstmals 1589 erschienen Hexentraktats Tractat von der Bekanntnuß der Zauberer und Hexen des Trierer Weihbischofs und Hexentheoretikers Peter Binsfeld heraus.

## Geboren

### Erstes Halbjahr
- 03. Januar: Michael Ludovici, deutscher lutherischer Theologe († 1680)
- 29. Januar: Amalie Elisabeth von Hanau-Münzenberg, Landgräfin von Hessen-Kassel († 1651)
- 14. Februar: Francesco Cavalli, italienischer Komponist und Organist († 1676)
- 14. Februar: Wilhelm V., Landgraf von Hessen-Kassel († 1637)
- 18. Februar: Per Brahe der Jüngere, schwedischer Staatsmann († 1680)
- 18. Februar: Michelangelo Cerquozzi, italienischer Maler († 1660)
- 04. März: Kanō Tan'yū, japanischer Maler († 1674)
- 18. März: Martino Longhi der Jüngere, italienischer Architekt († 1660)
- 02. April: María von Ágreda, spanische Visionärin und Äbtissin des Franziskanerinnenkonvents in Agreda († 1665)
- 20. April: Caspar Wittich, deutscher Unternehmer und Hammerherr († 1673)
- 23. April: Friedrich Rudolf von Fürstenberg-Stühlingen, Graf von Fürstenberg, Landgraf von Stühlingen, Hofkriegsrat, Oberststallmeister und Oberstfeldzeugmeister der kaiserlichen Armee († 1655)
- Ende April: William Lawes, englischer Komponist und Musiker († 1645)

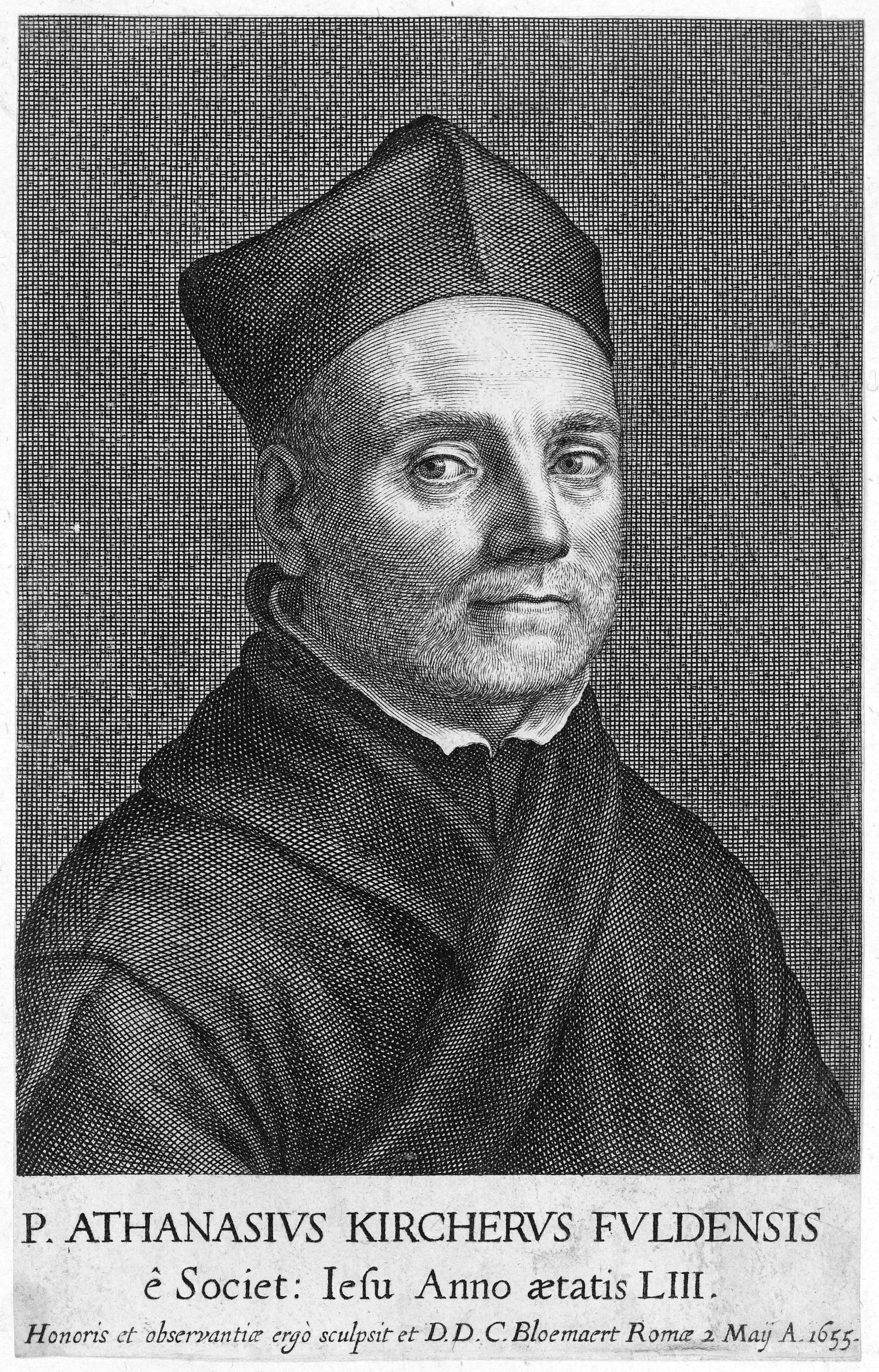
Athanasius Kircher

- 02. Mai: Athanasius Kircher, deutscher Jesuit und Gelehrter († 1680)
- 25. Mai: Zhu Yujian, chinesischer Kaiser der südlichen Min-Dynastie († 1646)
- 26. Mai: Philippe de Champaigne, französischer Maler († 1674)
- 28. Mai: Katharina von Brandenburg, Fürstin von Siebenbürgen und Herzogin von Sachsen-Lauenburg († 1644)
- 25. Juni: Rudolf Christian, Graf von Ostfriesland von 1625 bis 1628 († 1628)

### Zweites Halbjahr
- 14. Juli: Jules Mazarin, französischer Kardinal und Politiker († 1661)
- 15. Juli: John Bradshaw, englischer Politiker und Richter († 1659)
- 05. August: Andreas Kunad, deutscher Pädagoge und lutherischer Theologe († 1662)
- 10. August: Gilles Personne de Roberval, französischer Mathematiker († 1675)
- 26. August: Christoph Philipp Richter, deutscher Rechtswissenschaftler († 1673)
- 31. August: Amalie zu Solms-Braunfels, Prinzessin von Oranien und Gräfin von Nassau († 1675)
- 25. September: Georg Christoph von Haslang, kurbayrischer Hofrat und Gesandter bei den Westfälischen Friedensverhandlungen († 1684)
- 29. September: Algernon Percy, 10. Earl of Northumberland, englischer Peer und Politiker († 1668)
- 01. November: Friedrich Scultetus, deutscher evangelischer Theologe († 1658)
- 12. November: Johann Fromhold, brandenburgischer Staatsmann († 1653)
- 22. November: Élisabeth de Bourbon, Königin von Spanien und Portugal († 1644)
- 23. November: Ludwig Philipp von Pfalz-Simmern, Administrator der Pfalz († 1655)

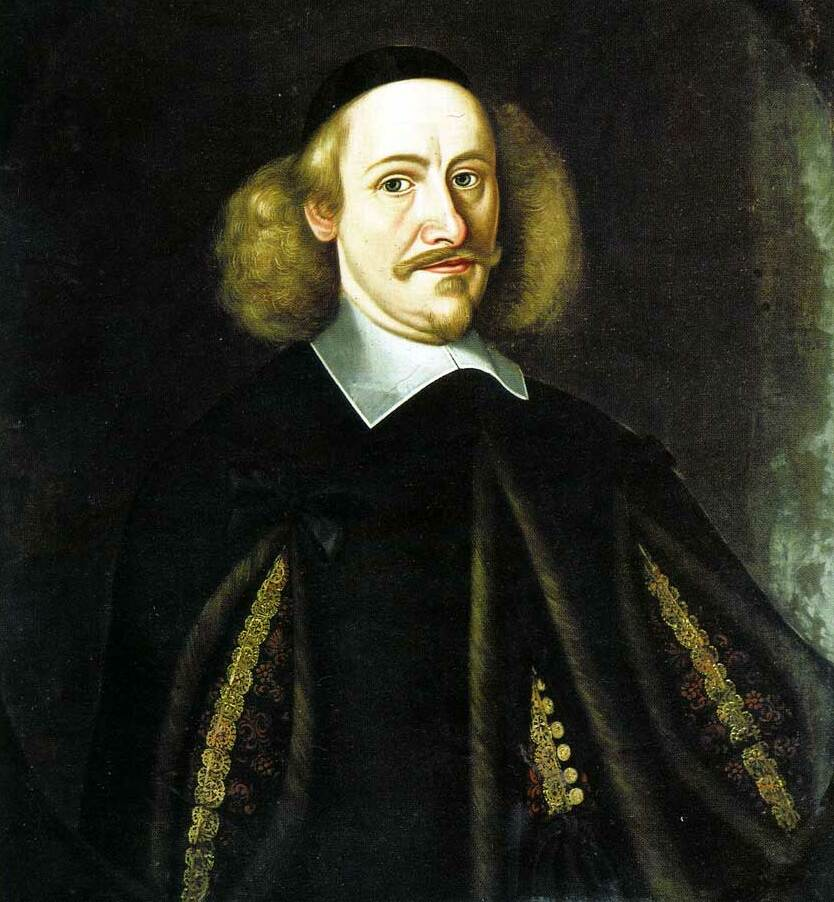
Otto von Guericke

- 30. November: Otto von Guericke, deutscher Physiker, Ingenieur und Politiker († 1686)
- 05. Dezember: Jakob Weller, lutherischer Theologe, Oberhofprediger am Hof des Kurfürsten von Sachsen († 1664)

### Genaues Geburtsdatum unbekannt
- Josephus Adjutus, deutscher Theologe († 1668)
- Evert van Aelst, niederländischer Maler († 1657)
- Martin Blochwitz, deutscher Mediziner († 1629)

## Gestorben

### Todesdatum gesichert
- 06. Januar: Andreas Raselius, deutscher Komponist (* zwischen 1561 und 1563)
- 02. Februar: David Peifer, kursächsischer Kanzler, (* 1530)
- 02. Februar: Georg Eberhard von Solms, niederländischer Adeliger und Obrist (* 1563)
- 03. Februar: Paul Melissus, neulateinischer humanistischer Schriftsteller (* 1539)
- 03. Februar: Martin Ruland der Ältere, deutscher Arzt und Alchemist (* 1532)
- 19. Februar: Philippe-Emmanuel de Lorraine, Herzog von Mercoeur  (* 1558)
- 08. März: Joachim vom Berge, deutscher Diplomat und Staatsmann (* 1526)
- 11. März: Emilio de’ Cavalieri, italienischer Komponist, Organist, Diplomat, Choreograf und Tänzer (* 1550)
- 12. März: Philipp IV., Graf von Nassau-Weilburg und Nassau-Saarbrücken (* 1542)
- 22. März: Agostino Carracci, italienischer Maler und Kupferstecher (* 1557)
- 25. März: Joachim Friedrich, Herzog von Brieg, Wohlau, Ohlau und Liegnitz (* 1550)
- 29. März: Johann Casimir, Graf von Nassau-Weilburg (* 1577)
- 12. April: Albert de Gondi, Herzog von Retz und französischer  Heerführer (* 1522)
- 12. April: Nikolaus von Reusner, deutscher Rechtswissenschaftler (* 1545)
- 16. April: Antonmaria Salviati, Kardinal der Römischen Kirche  (* 1537)
- 17. Mai: Jürgen von Fahrensbach, livländischer Feldherr (* 1551)
- 27. Mai: Jan Brandt, polnischer Theologe und Komponist (* 1554)
- 28. Mai oder 7. Juni: Giulio Antonio Santorio, italienischer Kardinal der Römischen Kirche (* 1554)
- 08. Juni: Marcello Donati, italienischer Arzt und Humanist (* 1538)
- 29. Juni: Bonaventura Hahn, gewählter Fürstbischof von Breslau (* 1540)
- 10. Juli: Henni Arneken, deutscher Politiker (* 1539)
- 15. Juli: Jean Taffin, niederländischer reformierter Theologe und Hofprediger von Wilhelm von Oranien (* 1529)
- 17. Juli: Friedrich Wilhelm I., Herzog von Sachsen-Weimar (* 1562)

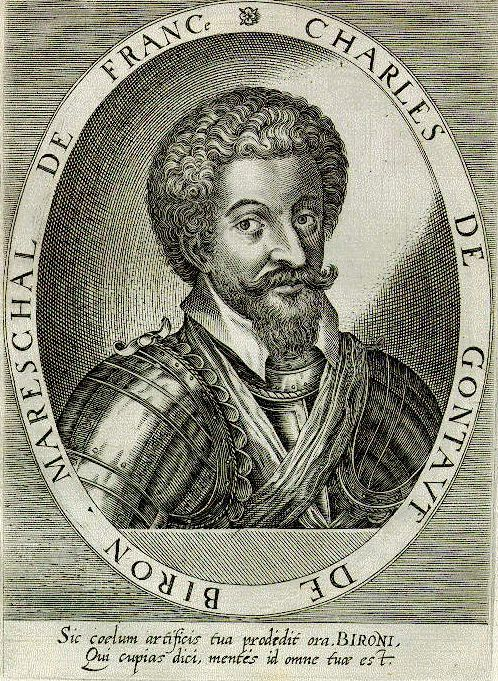
Charles de Gontaut

- 31. Juli: Charles de Gontaut, Herzog von Biron, französischer Heerführer und Diplomat, Marschall von Frankreich (* 1562)
- 30. August: Johann Esich, deutscher Pädagoge, Prediger und Historiker (* 1557)
- 03. September: Giacomo della Porta, italienischer Architekt und Bildhauer (* um 1532)
- 11. September: Sebastian Artomedes, evangelischer Theologe und Kirchenliederdichter (* 1544)
- 12. September: Andreas von Rauchbar, Rechtsgelehrter; Doktor und Professor der Rechte in Wittenberg, kursächsischer Geheimrat und Vizekanzler und Erbherr auf Hemsendorff (* 1559)
- 13. September: Vittoria Farnese, Prinzessin von Parma und Piacenza (* 1521)
- 14. September: Jean Passerat, französischer Schriftsteller und Lyriker (* 1534)
- 25. September: Caspar Peucer, deutscher Kirchenreformer, Mathematiker, Astronom, Mediziner und Diplomat (* 1525)
- 27. September: Guy Éder de La Fontenelle, französischer Kriegsherr (* um 1572)
- 30. September: Katharina von Brandenburg-Küstrin, Kurfürstin von Brandenburg (* 1549)
- 07. Oktober: Thomas Schweicker, armloser Kunstschreiber (* 1541)
- 13. Oktober: Franz Junius der Ältere, reformierter Theologe (* 1545)
- 21. Oktober: Hedwig von Brandenburg, Fürstin von Braunschweig-Wolfenbüttel (* 1540)
- 23. November: Agnes zu Solms-Laubach, Landgräfin von Hessen-Kassel (* 1578)
- 01. Dezember: Kobayakawa Hideaki, japanischer Feldherr (* 1582)
- 29. Dezember: Jacopo Corsi, italienischer Unternehmer, Mäzen und Komponist (* 1561)

### Genaues Todesdatum unbekannt
- August: Abu 'l-Fazl ibn Mubarak, indischer Chronist und Historiograf (* 1551)
- Reinhold Anrep, estländischer Landrat und schwedischer Feldmarschall
- Juan de Fuca, griechischer Seefahrer (* 1536)